# L'equivoco stravagante

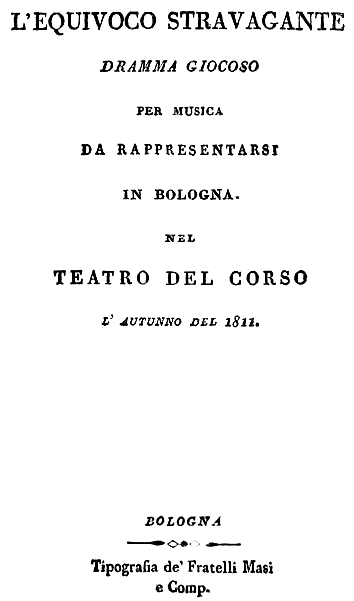
Librettots titelsida, Bologna 1811.

L'equivoco stravagante är en opera (dramma giocoso per musica) i två akter med musik av Gioacchino Rossini och libretto av Gaetano Gasbarri.

## Historia
Efter succén med La cambiale di matrimonio i Venedig 1810 återvände den 19-årige Rossini till Bologna för fortsatta musikstudier. Sommaren 1811 fick han beställning på en ny opera att uppföras på Teatro del Corso i Bologna. Librettot skrevs av den medelmåttige librettisten Gaetano Gasbarri från Venedig. Operan hade premiär den 26 oktober 1811 i Bologna mottogs väl av publiken. Censuren fann dock stycket på flera sätt anstötligt; driften med de välbärgade och militären samt hånet av kastratsångare. Trots flera ändringar i texten strax före premiären förbjöds operan efter bara tre föreställningar.
Det är oklart vilken ouvertyr som Rossini använde till operan. I klaverutdraget från mitten av 1800-talet framgår det att ouvertyren är identisk med den till hans största mästerverk Barberaren i Sevilla (1816), vilken också användes till Aureliano in Palmira (1813) och Elisabetta, regina d’Inghilterra (1815). Kvintetten i akt II bygger på kvartetten från Demetrio e Polibio. Rossini skulle senare komma att återanvända flera musiknummer från operan i senare verk.

## Personer
- Gamberotto, en rik bonde (bas)
- Ernestina, hans dotter (kontraalt)
- Buralicchio, hennes fästman (bas)
- Ermanno, en fattig man, förälskad i Ernestina (tenor)
- Rosalia, Ernestinas husa (mezzosopran)
- Frontino, Gamberottos tjänare och Ermannos förtrogne (tenor)

## Handling
Den unga Ernestina trotsar sin far och vägrar gifta sig med den rike men dumme friaren Buralicchio. Hon sprider ut ryktet att egentligen är en förklädd kastrat som deserterat från armén. När den nitiske Buralicchio anmäler "desertören" skickas Ernestina i fängelset. Utklädd till soldat rymmer hon. När alla missförstånd är uppklarade får Ernestina tillåtelse att gifta sig med hennes älskade Ermanno.

## Musiken
Orkestern består av:
- Träblås: två flöjter, två oboer, två klarinetter och två fagotter
- Bleckblås: två valthorn och två trumpeter
- Stråkar
- Pukor, bastrumma, cymbaler, virveltrumma
- Basso continuo

Operan består av följande musiknummer:
- Sinfonia (ouvertyr)

Akt I
- Nr. 1. Introduktion (Ermanno, Frontino Rosalia): „Si cela in quelle mura“ (Scen 1)
- Nr. 2. Cavatina (Buralicchio): „Occhietti miei vezzosi“ (Scen 3)
- Nr. 3. Duett (Gamberotto, Buralicchio): „Ah vieni al mio seno“ (Scen 4)
- Nr. 4. Cavatina (Ernestina): „Oh come tacita osserva e medita!“ (Scen 5)
- Nr. 5. Kör: „Andrem, vedrem, faremo“ (Scene 5)
- Nr. 6. Kvartett (Ernestina, Ermanno, Gamberotto, Buralicchio): „Ti presento a un tempo istesso“ (Scen 7)
- Nr. 7. Aria (Gamberotto): „Parla, favella, e poi“ (Scen 8)
- Nr. 8. Aria (Rosalia): „Quel furbarel d’amore“ (Scen 9)
- Nr. 9. Duett (Ernestina, Ermanno): „Sì, trovar potete un altro“ (Scen 10)
- Nr. 10. Final I: „Volgi le amabili pupille elastiche“ (Scen 11–13)

Akt II
- Nr. 11. Introduktion (Frontino, Chor): „Perché sossopra, diteci un po’“ (Scen 1)
- Nr. 12. Aria (Frontino): „Vedrai fra poco nascere“ (Scen 2)
- Nr. 13. Duett (Ernestina, Buralicchio): „Vieni pur, a me t’accosta“ (Scen 4)
- Nr. 14. Recitativ och aria (Ermanno): „E mi lascia così?“ (Scen 7)
- Nr. 15. Kvintett (Rosalia, Ernestina, Ermanno, Gamberotto, Buralicchio): „Speme soave“ (Scen 9)
- Nr. 16. Aria (Gamberotto): „Il mio germe“ (Scen 11)
- Nr. 17. Kavatina (Ermanno): „D’un tenero ardore“ (Scen 12)
- Nr. 18. Scen och rondo (Ernestina): „Il periglio passò; fra poco io sono“ / „Se per te lieta ritorno“ (Scen 13)
- Nr. 19. Final II: „Scapperò: questo mi pare“ (Scen 19–20)